# ماريا مونتانا
ماريا مونتانا وُلدت باسم روث كيلوج وايت (23 يناير 1893 - 16 مارس 1971) كانت مغنية أوبرا أمريكية غالبًا ما يطلق عليها اسم كولوراتورا أو سوبرانو غنائية والتي تلقت تدريبها في معهد تورنتو للموسيقى والمعهد الأمريكي للموسيقى في فونتينبلو ، فرنسا. أدّت عروضًا لبضع سنوات في فرنسا وإيطاليا في أوائل عشرينيات القرن العشرين، حيث تبنّت اسمها الفني، ثم بدأت مسيرة مهنية طويلة في الجولات في أمريكا قريبًا مع الرابطة الوطنية للموسيقى، وأوركسترا نيويورك الفيلهارمونية، والبث على شبكة راديو NBC، وغيرها من الفرق الموسيقية في جميع أنحاء الولايات المتحدة، وغالبًا ما كانت تعود إلى مونتانا، قبل التقاعد الجزئي في مينيابوليس، مينيسوتا، في عام 1940. بحلول ذلك الوقت، كانت تستخدم اسمها الفني بانتظام كاسم يومي لها، وأصبحت مرئية ومرتبطة بالدين البهائي بحلول عام 1942. بينما كانت تؤدي عروضها من حين لآخر، شاركت أيضًا في مشاريع مختلفة بما في ذلك اجتماعات لتعاليم الدين حول وحدة البشرية، وانتُخبت كمندوبة لولاية مينيسوتا في المؤتمر البهائي الوطني لعام 1945، وصُوت عليها عن طريق البريد، حيث اُنتخبت هيلين إلسي أوستن كواحدة من الأعضاء التسعة في الجمعية الروحية الوطنية للدين البهائي في الولايات المتحدة. وقد طرح شوقي أفندي، الرئيس العالمي للدين آنذاك، خططاً تتضمن أهدافاً للدين في أمريكا اللاتينية وأوروبا. وبعد سنوات قليلة، وبعد أن فقدت عمها الذي كانت تتولى رعايته، ومع تجديد خطط التنمية الدولية للمجتمعات البهائية، شرعت في الريادة في مجال الدين في أوروبا، وخاصة إيطاليا، منذ أواخر الخمسينيات. وفي أثناء وجودها هناك غنت في حفل افتتاح دار العبادة البهائية الألمانية. عادت إلى أمريكا في منتصف الستينيات وعاشت خارج سان دييغو، كاليفورنيا. طوال حياتها، واصلت تلقي دروس خاصة، وكانت تغني من حين لآخر، وتشارك في جمعيات وأحداث أوبرالية. توفيت في حادث سيارة في 16 مارس 1971.
في العقد الثاني من القرن الحادي والعشرين، بدأ مهرجان موسيقي في ولاية نيو مكسيكو بمنح جائزة تحمل اسمها لعدد من المغنين المشاركين في المسابقة.

## السيرة الذاتية

### الحياة المبكرة
ولدت روث كيلوج وايت، المعروفة فيما بعد باسم ماريا أو ماري مونتانا في بعض الأحيان، في 23 يناير 1893،   في والاس، أيداهو ، لجون كيلوج وايت، البالغ من العمر 34 عامًا والمولود في نيويورك، وأليس ماي بونيارد البالغة من العمر 18 عامًا والمولودة في كاليفورنيا.        
ققبل ولادة روث بأكثر من عقد من الزمان، كان والدها جون/جاك رياضيًا يقدّم عروضًا في القفز والمصارعة، وكان يحمل أرقامًا قياسية،   وكان ملاكمًا ناجحًا إلى حد ما،  الذي أشاد بالملاكم الأسود بيتر جاكسون وليس جون إل سوليفان ،  الذي سبق أن واجهه وخسر أمامه، كما قيل لاحقًا.  ويُروى أيضًا أنه تعرض لإصابة بالغة في شجار وقع في مدينة سولت ليك، حيث اشتبك مع ستة من رجال الشرطة قاموا بضربه حتى فقد وعيه، ما أدى إلى إصابته بكسر في الجمجمة.  لقد قُبض عليه في نوفمبر 1880 على الرغم من عدم وجود أي ذكر للإصابات  واستمر في مسيرته المهنية في الملاكمة وألعاب القوى. تزوجا في عام 1890، ونجا الزوجان من انهيار جليدي غمر بلدة بيرك بولاية أيداهو .  انضم جاك إلى قسم شرطة في مونتانا وعُين لاحقًا نائبًا للمارشال الأمريكي ويليام ماكديرموت خلال فترة ولايته من 1894 إلى 1898.  ثم ذهب جاك للتنقيب وتعاون مع الملازم الحاكم أرشيبالد إي. سبريجز لاحقًا في إنشاء منجم نحاس،  وكانا مديرين له.  على طول الطريق انضم جاك إلى شركة WoodmenLife للتأمين.  يذكر تعداد الولايات المتحدة لعام 1900 أن روث هي ثاني أكبر طفل بعد الابن إيدي المولود عام 1891، ويليه الابن ويليام المولود عام 1897، والابنة جريس المولودة عام 1899؛ وكانت الأسرة تعيش في هيلينا ،  عاصمة مونتانا. وُلِد ابن آخر، يُدعى أيضًا جون كيلوج وايت، في عام 1901. 

### العروض المبكرة
طورت وايت سمعة كمغنية. كان ظهورها الأول كعازفة منفردة بعد أربع سنوات من وفاة والدها في إنتاج ميكادو في يناير 1906 عندما بلغت الثالثة عشرة من عمرها للتو. في مايو، شاركت في حملة لجمع التبرعات لمدرسة سانت ماري في لويستاون حيث قامت بالإلقاء، وشاركت في تمثيلية صامتة، وغنت في حفل التخرج وكانت حاضرة في احتفالات المدينة بيوم الرابع من يوليو لذلك العام. في أواخر عام 1907، غنت في مسرح بيجو في لويستاون، وفي الربيع التالي كانت في دور داعم في حفل موسيقي ثم عادت إلى مسرح بيجو في مايو. غنت مرة أخرى في الخريف بما في ذلك أغنية كيت فانا وداعًا أيها اليوم الجميل.
في عام 1909، فازت ببيانو في مسابقة اشتراك في صحيفة استمرت عدة أشهر عن المنطقة التي تشكل مناطق سكة حديد شيكاغو وميلووكي وسانت بول. لاحقًا في عام 1909، غنت في حفلات موسيقية في سبتمبر ونوفمبر.
يذكرها تعداد الولايات المتحدة لعام 1910 ضمن أسرة أليس وايت مع شقيقها الأكبر إدوارد الذي يعيش في لويستاون. كانت أليس عاطلة عن العمل ولكن شقيق روث الأكبر كان محاسبًا وكانت وايت نفسها مدرجة كعاملة هاتف. في ذلك العام، أطلق عليها لقب "طائر أغنية لويستاون" في عروض مختلفة في لويستاون، وقدمت عروضًا حتى بداية عام 1911. ثم حضرت حفل زفاف تلاه عروض مجتمعية أخرى في الصيف. بعد تلك العروض الستة خلال 1910-1911، حضرت في عام 1912 حفل استقبال مولود جديد بينما كانت لا تزال تعمل كعاملة هاتف. جاء فنانون زائرون في ذلك العام وكانت وايت من بين أولئك الذين ساعدوا في أحد عروضهم. حضر العديد من أفراد عائلة وايت بما في ذلك روث حفل رأس السنة الجديدة لعام 1913 في المدينة. تلت ذلك عروض محلية أخرى وتوسعت الآن إلى غريت فولز مع تسعة عروض ومسرحيات. عاد شقيقها الأكبر إدوارد إلى الوطن من عمله في الصين في ذلك الصيف.

### المسيرة الموسيقية

#### معهد تورونتو الموسيقي
الآن في العشرين من عمرها، في أواخر عام 1913 جاءت الأخبار بأن وايت ستذهب إلى معهد تورونتو الموسيقي، (الذي أطلق عليه لاحقًا المعهد الملكي) وغادرت في عام 1914. عادت لزيارة لويستاون في الصيف، وشاركت في عرض مجتمعي. ثم عادت إلى المعهد. قدمت حفلاً موسيقياً في تورونتو في ربيع عام 1915 بمصاحبة عازف البيانو الألماني فيغو كيل، عادت إلى المنطقة في فبراير 1916. قيل إنها أنهت عامها الثالث في المعهد على الرغم من أنها في الواقع كانت سنتين فقط، وكانت تتحدث عن زيارة شقيقها في الصين في يونيو. لقد تخرجت بدرجة "إجازة معهد تورونتو للموسيقى" (LCTM) في برنامج كان غالبًا ما يستغرق أربع سنوات - وكانت أعلى درجة لديهم - وقامت ببعض التدريس في المعهد في عامها الأخير هناك. كان عليها اجتياز مواد في البيانو، والتناغم، والطباق، والتاريخ وأساسيات الموسيقى، والغناء الفوري المتقدم، وتعلم وأداء مجموعة متنوعة من الأغاني بست لغات وأنماط. في حفلها الأخير في تورونتو، قدمت جان دارك وآريا الوداع لتشايكوفسكي، والغياب لبرليوز، وأحلام لفاغنر، والحوريات والرعاة لهنري برسل، وسأحبه لموزارت من الملك الراعي وأنتن العارفات وحصلت على مراجعات إيجابية. غنت أيضًا مع جوقة فتيان كاثوليكية في تورونتو ووُصف صوتها بأنه "روحي، يجمع بين الشعور الدرامي". وعند عودتها إلى لويستاون قبل رحلتها إلى الشرق، قدمت حفلاً موسيقياً شمل الأغاني التقليدية "الحب سيجد الطريق"، و"لقاء المياه"، و"الحوريات والرعاة" لبرسل، و الرقيب الأبيض المندفع التي لحنها هنري رولي بيشوب، وآه لو كان ذلك ممكنًا لآرثر سومرفيل، وزمارو الجنيات لهربرت بروير والتي لاقت استحسانًا في مسرح جوديث مع دعاية في مدن مختلفة. في أغسطس، حضرت مناسبة لحاكم مونتانا سام في. ستيوارت قدمت فيها أداءً مرتجلاً لأغنية روبن أدير وأطلق عليها مرة أخرى لقب "طائر أغنية لويستاون".

#### الشرق الأقصى
في سبتمبر 1916، تقدمت وايت بطلب للحصول على جواز سفر مع وجهات مدرجة في الشرق تشمل هونغ كونغ، واليابان، وجاوة، وسيَام، مغادرة أولاً على متن السفينة شينيو مارو من سان فرانسيسكو. ذكر طلب جواز السفر أن رحلتها بشكل عام كانت ترفيهية ولزيارة شقيقها. مددت جواز السفر في أكتوبر 1916 وتمديدًا ثانيًا في أكتوبر 1917 أثناء وجودها في شنغهاي، الصين، خلال فترة جمهورية الصين. سرعان ما كان اثنان من إخوتها في الصين - غادر شقيقها الثاني في مارس 1917. عادت في ديسمبر 1917. كانت أمريكا قد دخلت رسميًا الحرب العالمية الأولى في أبريل. قيل لاحقًا إنها قدمت عروضًا وسط هذا لأكثر من عام في الشرق. يُشار إلى أن "الآنسة وايت" غنت في حملة لجمع التبرعات في مارس لصالح الصليب الأحمر الأمريكي.

#### قبل أوروبا
بعد أكثر من عام بقليل من عودتها من الشرق، غنت السلام عليك يا مريم في نادي الشابات الكاثوليكيات الوطني في نيويورك. يظهر تعداد الولايات المتحدة في يناير 1920 أن وايت تعيش في مانهاتن مدرجة كمعلمة موسيقى ومع شقيقتها غريس التي كانت تدرس الموسيقى. قدمت وايت عرضًا في مركز مجتمع معبد إسرائيل في مانهاتن خلال العام أيضًا. قدمت عرضًا في مسرح ريالتو في أغسطس. في نوفمبر-ديسمبر قدمت عرضًا في نيو أورلينز، لويزيانا. في منتصف ديسمبر عادت إلى منطقة نيويورك لتقديم عرض في مسرح برانفورد في نيوآرك، نيو جيرسي. في فبراير 1921 قدمت عرضًا في مسرح برودواي-ستراند في ديترويت، ميشيغان، تلاه نفس السلسلة في سانت بول، مينيسوتا، وعادت إلى ديترويت مع نفس سلسلة المسارح حوالي منتصف مارس حيث قدمت عدة عروض مع تمديد العروض هناك حتى أبريل.
قالت لاحقًا إنها حصلت على منحة لحضور المعهد الأمريكي للموسيقى في فونتينبلو، فرنسا، من المعهد في تورونتو. في مايو 1921، تقدمت وايت بطلب للحصول على جواز سفر يذكر مقر إقامتها في نيويورك، وتوقعت السفر للدراسة في فرنسا وإيطاليا والجزر البريطانية، مغادرة على متن السفينة اس اس باريس في 23 يونيو 1921. كان لديها إفادة خطية من عمها إدوارد إف. وايت، قاضي محكمة المقاطعة الرابعة في مينيسوتا ومراسلات تكميلية من روث إلى إدوارد لشهادة ميلادها. ثم قدمت عرضًا في ميلووكي، ويسكونسن، في أوائل إلى منتصف يونيو.

#### فرنسا وإيطاليا
كانت في السنة الأولى من تشغيل المعهد الأمريكي للموسيقى في فونتينبلو، فرنسا، وذهابًا وإيابًا إلى إيطاليا؛ في عام 1940 أعلن المعهد أنها خريجة. بدأت أخبار رحلاتها في سبتمبر 1921 على الرغم من أنها وصلت في يونيو. في أكتوبر تم تقديم لمحة عنها في الطبعة الباريسية من شيكاغو تريبيون وديلي نيوز، مشيرةً بالفعل إلى أنها درست هناك، ووصفت بأنها "تمتلك صوت سوبرانو ذا جودة رائعة للغاية"، وكانت ستذهب إلى إيطاليا لكنها اضطرت للتأخير من أجل الغناء في حفل زفاف الأميرة زينيا جورجييفنا الروسية في 9 أكتوبر. كان هناك 85 طالبًا حضروا من 25 يونيو إلى 25 سبتمبر وخططت المدرسة للنمو إلى 100 طالب في العام التالي. تم تزكية الطلاب من قبل حكام 36 ولاية بالإضافة إلى توصيات المجتمعات المحلية؛ كانت نيويورك مصدر 21 من بين 85 طالبًا. كانت المدرسة تدار تحت إشراف وزارة الفنون الجميلة الفرنسية وبلدية فونتينبلو. مُنحت جوائز المركز الأول للموسم الدراسي الأول لـ 7 طلاب بما في ذلك وايت، التي أشير إليها بأنها موصى بها من شيكاغو.
ليس من الواضح ما فعلته وايت في شتاء 1921-2.
في يوليو 1922 تم إصدار فيلم، الطريق الأصعب، تم تصويره في فرنسا وشارك فيه فاني وارد والذي تضمن وايت في دور - على الرغم من أن الفيلم تلقى مراجعات سلبية. قالت لاحقًا، "...غادرت بـ[مدخراتي].... لقد فعلت الحرب أشياء محزنة للفن الوطني الإيطالي. لا توجد اليوم أماكن كافية للمغنين المحليين، ليس الأمر أن دور الأوبرا في روسيا والنمسا وألمانيا لا تزال في الغالب في الظلام. الفتاة الأمريكية تواجه وقتًا عصيبًا حتى للحصول على فرصة للاستماع إليها. ... تتوقع السلطات الموسيقية هناك من الطامحة الأمريكية أن تدفع مقابل فرصة الظهور لأول مرة، لكن العديد من الأمريكيين لا يستطيعون الدفع. ...أبرد شتاء قضيته على الإطلاق كان في ذلك المنزل في فلورنسا، بأرضياته الحجرية وجدرانه الجصية ومواقد الخزف الصغيرة التي كنت أحشوها يوميًا بما قيمته ثلاثون سنتًا جيدًا من الخشب للحصول على وميض خافت من الحرارة. ... بعد [فترة] بقيت في السرير حتى الظهر، أدرس قواعد اللغة الإيطالية وذخيرتي الإيطالية، بينما كانت الرياح تصفّر حولي وشجاعتي تمدني بالدفء.... سرعان ما ذابت تلك [المدخرات]. قالت معلمتي إنني مستعدة لظهوري الأول...." كانت معلمتها إرنستينا بروشيني في فلورنسا.

بحلول يناير 1923 وصلت الأخبار إلى مونتانا وتناقلتها بعض المدن بأنها وصلت إلى ميلانو، إيطاليا، والمزيد من الدعاية حول خلفيتها مع تفاصيل مختلفة يجب ملاحظتها - كانت قد اتخذت بالفعل الاسم المسرحي ماري مونتانا، وأن والدها كنائب مارشال قد توفي، وإن لم يكن كيف. كانت الجولة في إيطاليا تحت نظام بينيتو موسوليني لـالفاشية الإيطالية وقيل لاحقًا في حياتها من قبل أحد أفراد الأسرة أن "الأسماء غير الإيطالية لم تكن شائعة". كانت التقارير عن جهودها في ميلانو جيدة لكنها توقعت العودة إلى الوطن. روت لاحقًا حكاية عن انطلاقتها على المسرح الإيطالي: 
"... في أحد الأيام التقيت بإيطالي نزيه ولطيف للغاية يعرف الوضع وقدم لي نصيحة جيدة. 'يا عزيزتي، سيكون عليك الانتظار طويلاً للحصول على فرصة للاستماع إليك عندما لا تستطيعين الدفع. لكن - في النهاية - ستحصلين عليها. ستأتي بهذه الطريقة... ستمرض إحدى المغنيات وإذا استطعتِ أن تتقدمي - في أي دور - بدون بروفة ربما - ستقدمين أول ظهور لك....' على الأقل بعد ما يقرب من ثلاث سنوات من الانتظار، سمعت أن موسيتّا في فرقة أوبرا صغيرة جدًا قد مرضت فجأة... لم أكن أعرف دور موسيتّا... لكنني هرعت إلى ذلك المدير... طلبت تجربة أداء. ... استخدمت الغطرسة والنار الإسبانية لكارمن لموسيتّا الإيطالية.... نسيت قيودي الأمريكية. نسيت كل شيء إلا الكرب الرهيب والملح الذي يشد قلبي والذي قال لي طوال الوقت 'الآن فرصتك!'... لذا غنيت موسيتّا، بنار يأسي. ... قال 'برافو'.... 'لكنك لن تتمكني أبدًا من تعلم الدور بأكمله في الوقت القصير المتبقي للافتتاح.' (قالت هي) ... 'لن يكلفك ليرة واحدة إذا لم أتعلمه، وإذا لم أفعل يمكنك استئجار شخص آخر.' وافق...."
كان لديها ثلاثة أيام بعد تجربة الأداء الأولية لمحاولة تعلم الدور أو عدم الحصول على أي أجر. احتاجت المغنية الرئيسية للعرض إلى بروفات إضافية لذا حصلت فعليًا على وقت أطول. قالت: "كان النقاد لطفاء." دور موسيتّا هو في لا بوهيم - ولاحقًا أطلقت على هذا أول ظهور كبير لها على المسرح الإيطالي، ويُصنف على أنه دور سوبرانو غنائي. على الرغم من أنها حظيت بالقبول بشكل عام، إلا أن الشركة كانت كارثة مالية.
في مارس تم تقديم لمحة عنها في لويستاون، وتناقلتها ولايات أخرى، بعد أن انتقلت من ميلانو، وإن لم يذكر انتحار والدها. في هذا الوقت تم الإبلاغ عن أنها قدمت عرضًا في لا بوهيم، وعادت إلى المعهد، وكان من المقرر أن تعود إلى ميلانو لأداء دور جيلدا في ريغوليتو في الموسم التالي.
غادرت باريس إلى إيطاليا مرة أخرى في أغسطس للقيام بجولة. تكرر أنها شاركت في لا ترافياتا، (والذي كان أداءً في جنوة،) لا بوهيم، ريغوليتو، وأضافت أنها قدمت عرضًا في مانون. مؤخرًا في باريس، قدمت أيضًا حفلات موسيقية في فندق ماجستيك، كما كان يطلق عليه آنذاك، وفي الرابع من يوليو في دائرة الاتحاد المتداخل وستعود لتقديم عروض مع أوركسترا كولون، وأيضًا في مونت كارلو، ثم في سويسرا.
في أكتوبر 1923 تقدمت بطلب للحصول على جواز سفر في ميلانو. تم طباعته بدلاً من كتابته بخط يدها ويتضمن بعض الأخطاء. تم حذف بضع سنوات من عمرها وذكر أن والدها ولد في والاس، أيداهو، بدلاً من نيويورك. في وقت ما زارت الجزائر أيضًا.
تم تقديم لمحة عنها في مونتانا مرة أخرى في ربيع عام 1924 - كانت الأخبار الجديدة أنها ستبقى لموسم آخر، وأرسلت صورًا، وكانت الآن في أوبرا صائدو اللؤلؤ وتتطلع إلى العودة إلى أمريكا في الصيف، ومع ذلك بقيت الآن في أداء جديد في لا سكالا مرة أخرى في ميلانو. سمعت أيضًا عن جائزة تُمنح في أمريكا وصنعت إكليلًا لطبيب عظام أحضرته طبيبة إلى أمريكا.
قالت "بعد أربع سنوات [في أوروبا] أنهيت موسمًا في مسرح سان كارلو في نابولي..." حيث لعبت لموسم آخر. بقيت في نابولي حتى يونيو 1925. في ربيع عام 1925 أشادت التغطية في مونتانا باستقبال أدائها في فرنسا وإيطاليا. خطط طبيب بيطري من مونتانا لزيارتها في ميلانو في أبريل، لكنه فاته. ربما كانت في باريس في ذلك الوقت بالقرب من العودة إلى أمريكا.

#### العودة إلى أمريكا
في أغسطس 1925، وصلت أخبار في مونتانا بأنها أبحرت على متن السفينة الفرنسية إس إس لا سافوا متجهة إلى نيويورك مع أخبار إيجابية عن أدائها - سجلت عنوانها الدائم في أوكلاند، كاليفورنيا. في سبتمبر، قدمت عرضًا في أول بث لمحطة الإذاعة الكاثوليكية المحلية WLWL في نيويورك. في أكتوبر، ظهرت الأخبار مرة أخرى في مونتانا تلخص مسيرتها الموسيقية. في نوفمبر، جاءت أخبار إضافية عن زيارة إلى بيلينغز. قبل ذلك، قدمت عرضًا في كونيتيكت، ونيوجيرسي، ثم كانت على راديو WHAP كما تم الإعلان عنه في مدينة نيويورك في أواخر ديسمبر وهي تغني الأغاني الشعبية.
في 13 يناير 1926، غنت في حفل نادي نيويورك بانكس الغنائي في قاعة كارنيجي ثم مع حفل الجمعية الأوركسترالية الأمريكية في 31 يناير. في فبراير، عادت عرابة وايت وزوجها إلى مونتانا بعد سماعها تغني في مكان آخر، وكان نادي نساء لويستاون يرتب احتفالاً لاستقبال وايت مع أخبار عن جولة غربية على وشك البدء.
نُشرت لمحة موسعة عنها في الصحف بما في ذلك فنانين آخرين، في يوتا وولايات أخرى، تحدثت عن صراعاتها في إيطاليا. في 10 مارس 1926، قدمت عرضًا مرة أخرى في قاعة كارنيجي، وكان من المقرر أن تكون في تامبا، فلوريدا، في منتصف مارس، ثم في هاكنساك في أواخر مارس، لكنها كانت مريضة لهذا الأداء. غنت في كنيسة الوحدة في نيوجيرسي في منتصف أبريل. كانت في وايت بلينس، نيويورك، لحضور مهرجان موسيقى مقاطعة ويستشستر في 20-22 مايو، حيث غنت خمس أغنيات بما في ذلك بعض المقتطفات من أغاني الهند بالألمانية من أغاني الشرق لـغرانفيل بانتوك، في نهاية مايو غنت في أداء يضم ملحنات نساء تم تغطيته على المستوى الوطني. في يونيو، تبع ذلك فقرة دعائية قصيرة ترددت في العديد من الولايات.
نُشرت لمحة عنها في سان فرانسيسكو حيث كانت في أغسطس قائلة جزئيًا إنها تمتلك صفات سوبرانو كولوراتورا منذ فترة طويلة مثل عروضها في نابولي. استذكرت نفس الخلفية وأضافت بعض الأدوار التي لعبتها: ظهرت لأول مرة باسم ميمي، ثم فيوليتا في جنوة، ثم شركة سان كارلو في نابولي وأثنت عليها صحيفة كورييري عن أدائها دور جيلدا كسوبرانو كولوراتورا، ثم روما بدور ميكايلا حيث حظيت بتصفيق حار. ثم لعبت دور لوسيا مرة أخرى وحصلت على تغطية إيجابية. في سبتمبر قدمت عرضًا في سان فيرناندو. ثم ذهبت إلى لاس كروسيس، نيو مكسيكو، لحضور سلسلة حفلات قسم الموسيقى في كلية الولاية في قاعة هادلي. في أوائل نوفمبر كانت في كاسبر، وايومنغ، حيث غنت Deh, Vieni non Tardar لموزارت، و في الليلة الصامتة لـرخمانينوف، و Lass with the Delicate Air لـمايكل آرني، و Il Bacio لـلويجي أرديتي، و السلام عليك يا مريم لباخ، مضيفة صعد المسيح إلى التلال لـريتشارد هاغمان، وأغنية شعبية من كنتاكي، وترنيمة زنجية روحية ديفيد الصغير، اعزف على قيثارتك، عندما قدمت عرضًا في بيلينغز، ثم في لويستاون، وغريت فولز في 9 نوفمبر، وديلون في اليوم العاشر، ثم إلى سانتا روزا، كاليفورنيا، في اليوم السادس عشر لحضور حفل موسيقي استبدلت فيه بكاء الماء لـلويس كامبل-تيبتون بأغنية ديفيد الصغير، اعزف على قيثارتك، وحملة لجمع التبرعات في 18 نوفمبر أضافت فيها عندما كنت في السابعة عشرة، ربما تكون ترجمة لأغنية شعبية سويدية أو باللغة الأصلية. لاحقًا في نوفمبر قدمت عرضًا في شريفبورت، لويزيانا، وفي ديسمبر كانت في مونرو القريبة حيث أطلق عليها لقب سوبرانو غنائي. بعد هذه الجولة أُعلن عن تسمية زهرة باسمها - وهي نوع من الداليا.
في يناير 1927، قدمت عرضًا في ألتونا، بنسلفانيا، حيث استبدلت بعض الأغاني الأخرى: يا نوم لماذا تتركني لـهاندل، و القبرة تغني عالياً في حقل الذرة لـتوماس لينلي، و دعوة للسفر لـهنري دوبارك، وأداء أغنية الفراشة، و على الماء، و "يا نجمة صغيرة مشرقة" لـموديست موسورسكي، و نفاد الصبر لـشوبرت، و شتيندشن لـريتشارد شتراوس - وتم الإعلان عنها كسوبرانو كولوراتورا. في مارس قدمت عرضًا في تامبا شمل افتتاحية أناكرون لـكروبيني، وأغنية من مقدمة الفصل الثالث من لوهينجرين لـفاغنر، وآريا Me Voila Seule لـبيزيه، و Adagio Pathetique لـبنجامين غودار، وأغاني شعبية مختلفة. غنت أيضًا في بعض النوادي وفي فندق. كانت مراجعة العروض السابقة أنها جيدة ولكنها ليست رائعة، وكسوبرانو غنائي - بينما غطت مراجعة أكثر إيجابية أداءها في الفندق. كان من المقرر أن تعود إلى أورلاندو في 18 مارس، ثم سرعان ما كانت في عرض في نيويورك في تاون هول حيث غنت أغاني ألمانية وإيطالية وفرنسية وإنجليزية وآريا من أوبرا بيزيه صائدو اللؤلؤ. كانت هناك مراجعات متباينة لأدائها.
في مايو، حضرت وقدمت عرضًا في سيمفونية جمعية سنترال كنتاكي الكورالية التي تم بثها على راديو WHAS والتي غنت فيها "Siccome un di Caduto" من صائدو اللؤلؤ. لاحقًا في مايو غنت مع جوقة ألباني، نيويورك، في حفلهم الموسيقي لـمندلسون في قاعة المستشار. “كان ظهور الآنسة ماري مونتانا الأول في ألباني مبهجًا تمامًا… ها هي فتاة أمريكية يمكنها تحدي معظم أفضل السوبرانو في أوج عطائهن. لديها كل شيء. نقاء النغمة، التي يمكن لأدق أداة تسجيلها، وشعرية التعبير وقوة تستحضر أفكار الذروات الأوبرالية العظيمة…”

#### الرابطة الوطنية للموسيقى
في يونيو، فازت وايت في تجربة أداء كسوبرانو لأوركسترا نيويورك الفيلهارمونية لحفل موسيقي في أغسطس تديره رابطة الموسيقى الوطنية، مع آريا من لويس لـمارك أنطوان شاربنتييه وفي أداء رباعي صوتي على ريغوليتو لـجوزيبي فيردي. سرعان ما أُعلن عنها تحت إدارتهم. كانت سلسلة العروض هذه في ملعب لويسون وبُثت عبر الراديو WJZ كما كان يُعرف آنذاك في نيويورك، والتي ترددت أصداؤها على نطاق واسع عبر شبكة راديو إن بي سي. بقية الصيف والخريف غير معروفة. في ديسمبر التالي غنت في قاعة كارنيجي مع أوركسترا كليفلاند التي تضمنت إسرائيل لـإرنست بلوخ، و La Procesion del Rocio لـخواكين تورينا، و La Damoisselle Elue لـديبوسي، و "الجنرال الذهبي" لـريمسكي كورساكوف. غنت أيضًا مع نادي غناء جامعة النساء مع العذراء المباركة ‏ لديبوسي.
في فبراير 1928 أُعلن أن وايت ستكون بريما دونا في الأوبرا المطورة حديثًا هيو الراعي ‏ التي كانت تنتجها السفارة البريطانية في واشنطن العاصمة. بعد ذلك غنت على راديو WMAL كما كان معروفًا آنذاك في واشنطن العاصمة، ووصلت أخبار ذلك أيضًا إلى ولايات أخرى. في أوائل مايو كانت في مهرجان مايو السنوي الخامس والثلاثين في مدرسة الموسيقى الجامعية في آن أربور، ميشيغان. ثم انضمت إلى جوقة مهرجان ألامانس التي تضم أكثر من 100 صوت، نصفهم من كلية إيلون، في مؤتمر اتحاد كارولينا الشمالية للموسيقى الذي عقد في سانفورد، كارولينا الشمالية، وفي حفل موسيقي آخر في الكلية نفسها، حيث شاركت في "Inflammatus" من Stabat Mater لـروسيني و أغنية الشارع الإيطالية ‏ لـفيكتور هيربرت، في يوليو صدرت أخبار بأنها في طريقها لزيارة عمها القاضي والسيدة إدوارد إف. وايت في مينيسوتا في رحلاتها من نيويورك إلى كاليفورنيا لأداء عرض في Redlands Bowl، وتوقفت في لويستاون أيضًا. نُشرت لمحة عنها في مونتانا وذكرت بعض العروض الأخيرة الأخرى مثل مهرجان مايو في آن أربور وفي شيكاغو سيمفوني. سرعان ما كانت في بيلينغز حيث غنت بعض الأغاني الجديدة: Qui la Voce Sua Soave لـفينتشنزو بيليني، والأغنية المحلية المفضلة No, No, John، و My Day have been so wondrous Free لـفرانسيس هوبكنسون، و Believe me if all those Endearing Young Charms، و Un bel dì vedremo من مدام بترفلاي لـبوتشيني، و Wir Wandelten لـبرامز، و Stornellata Marinara لـبيترو تشيمارا، والترانيم الروحية الزنجية لا أحد يعرف المشكلة التي رأيتها ‏ و أوه، ألم تمطر ‏، وكانت في ليسيوم الصيف في تشيني بالقرب من سبوكين. قدمت عرضًا في سياتل على راديو KFOA في أواخر يوليو أثناء زيارتها لوالدتها التي كانت تعيش هناك آنذاك. علقت على اسمها المسرحي: “إنه إيطالي وبطريقة ما كانوا سيستمعون لفترة أطول لماريا مونتانا من الأمريكية روث وايت. كانت ماريا في إيطاليا، ولكن عندما وجدت أنهم ينادونني مارايا في الوطن غيرته إلى ماري. ترون أنني لست في الواقع قريبة لـبول مونتانا،" (في إشارة إلى المصارع والممثل الإيطالي الأمريكي الشهير آنذاك.)
صدرت أخبار في أغسطس عن سلسلة من 40 حفلة موسيقية لوايت في كاليفورنيا في الخريف. عادت إلى ريدلاندز بول، في مقاطعة سان بيرناردينو، كاليفورنيا، ثم وصلت إلى لوس أنجلوس واستُقبلت بالعديد من المناسبات الاجتماعية. بحلول منتصف سبتمبر كانت في أوكلاند مرة أخرى في نادي النساء في افتتاح موسم الحفلات الموسيقية. لاحقًا في سبتمبر غنت في كنيسة في لويستاون، مع لمحة تذكر كيف غنت في حفلات الزفاف والجنازات ودور السينما، بينما كانت تزور أختها. تكررت العديد من تفاصيل أدائها مع إضافات عرضية ووصفت مرة أخرى بأنها سوبرانو كولوراتورا. في نهاية سبتمبر قدمت عرضًا في مدرسة ثانوية في فينتورا، كاليفورنيا، وفي أوكلاند. في أكتوبر قدمت عرضًا في Ebell of Los Angeles ومدرسة، ووصفت مرة أخرى بأنها سوبرانو غنائي وكولوراتورا، بما في ذلك العديد من الأغاني المذكورة سابقًا ولكن مع إضافة آخر وردة في الصيف ‏، و قطار الإنجيل ‏، و آني لوري. لاحقًا في أكتوبر قدمت عرضًا في نادي فونتانا في سان بيرناردينو، وفي نهاية أكتوبر كانت تغني في كلية ميلز في أوكلاند.
في منتصف نوفمبر غنت في الكنيسة اللوثرية الثالوث الأقدس في مانهاتن، ثم في نيوجيرسي لنادي الخميس الصباحي. ثم عادت وايت إلى الكنيسة اللوثرية الثالوث الأقدس ليومي الأحد التاليين في بداية ديسمبر. ثم عادت إلى ألتونا مضيفة أغنية رجل الرمل الشعبية الألمانية، و بيرو لـوينتر واتس، و "عشيقي صياد"، (من أغاني الهند أيضًا) لـليلي ستريكلاند، و عند الفراق لـجيمس هوتشكيس روجرز إلى الأغاني التي قدمتها. عادت وايت إلى الكنيسة اللوثرية الثالوث الأقدس وغنت في منتصف يناير 1929.
بعد يومين عادت إلى بث أوركسترا الحفلات الوطنية ليتم ترديدها على شبكة راديو إن بي سي وهي تغني بعض أغانيها المعروفة: بكاء من أجل المياه، و رجل الرمل، و الفتاة ذات الهواء الرقيق. في أوائل فبراير غنت في قاعة العلوم الطبيعية في آيوا سيتي، آيوا، حيث قدمت العديد من أغانيها المعروفة، ثم في قاعة إيمري في سينسيناتي في أواخر فبراير مضيفة العديد من ترتيبات الأغاني الشعبية والأغاني الجديدة: استيقظوا أيها السادة والسيدات المبتهجون، و أمزجة، و لا تخبرني عن فتاة جميلة لـسيسيل فورسيث، و آه، لو كنا نحن الاثنان في شهر مايو، و فايكنج لـصامويل كولريدج تايلور، و جميلة جدًا هي لـباتي ستير، و "Full Fathom Five" لـتوماس دنهيل، و "أجنحة الليل" و "بيرو" لواتس، و مسيرة جنود الخشب لـليون جيسل، و A Franklyn's Dogge لـألكسندر كامبل ماكنزي، و What from Vengeance لـغايتانو دونيزيتي. قال ناقد يراجع أداءها في سينسيناتي إن الكاتب “...يعلن بموجب هذا عن الجمال الطبيعي لصوتها، وسحر حضورها على المسرح والتجهيز التقني... كفنانة مرموقة.... لا يوجد ميل لشرح سحر السحر الذي تلقيه.... ليس أدنى تذبذب عن النغمة وهناك دائمًا تحكم ممتاز.... في التعبير الدرامي بشكل أساسي كان لديها فرصة كاملة في آريا “One Fine Day”... أغاني قديمة وجديدة، كلاسيكية، عاطفية وحديثة، وترانيم روحية زنجية شكلت برنامجها المعتاد..... إرضاء جمهور كبير من الرعاة الذين استمتعوا بما سمعوه، وصفقوا كما يفعل الأصدقاء والأقارب...."
في أواخر فبراير قدمت عرضًا في معبد مكة في نيويورك بدلاً من سوبرانو مريضة لصالح الجمعية الأوركسترالية الأمريكية. قدمت عرضين - الأول مع بعض “النغمات العلوية المقيدة… لكن الجمهور استدعاها مرة أخرى… كررت الآريا بأكملها. كانت هذه النغمات العلوية نفسها أكثر حرية ونغمتها أقل عرضة للتشكيك." في مارس عادت إلى محطات إن بي سي وحلت محل مغنية في عرض في بالتيمور أيضًا حيث غنت آريا لويز من الأوبرا التي تحمل الاسم نفسه لـجوزيبي فيردي. في أواخر مارس كانت في مهرجان المسيح في ليندسبورغ، كانساس، (مهرجان لا يزال مستمراً.) انتقلت إلى عروض في مونتانا، ثم في أبريل كانت في ماديسون، ويسكونسن، لحفل مينيركور حيث قدمت أغاني شعبية وترتيبات ألمانية، ونمساوية وفنلندية بالإضافة إلى أسمع أمريكا تغني لـهارفي بارتليت غول ووصفت بأنها سوبرانو كولوراتورا. قال ناقد إنها “حظيت بشعبية منذ الأغنية الأولى. الرشات السخية من الأغاني الشعبية الموجودة في مجموعتيها تناسبت بشكل رائع مع كل من السهولة التي غنت بها والنوعية السلسة الحلوة لصوتها.... (مع أغاني أخرى) بصوت الآنسة مونتانا الذي يعرض قوة بالإضافة إلى الحلاوة التي قدمتها لأغانيها الأخف." قال آخر: “ماري مونتانا، السوبرانو المنفردة، أدت دورها بصوت واضح ورائع ومدرب جيدًا، ومسموع بسهولة فوق جوقة الرجال. … على ما يبدو، العمل المنفرد مع جوقات كبيرة هو نقطة قوة الآنسة مونتانا. لأن صوتها قوي وواضح بدلاً من أن يكون حلوًا جدًا، كان عمل الآنسة مونتانا مع الجوقة أكثر متعة من مجموعاتها الفردية. كانت اختياراتها البحرية جيدة بشكل خاص، ومع ذلك.… قدرة درامية رائعة بشكل خاص… تم غناؤها بشكل ممتاز ببهجة وحيوية وتمثيل صوتي مقنع." استذكر آخر العرض في مراجعة نهاية العام بأنه "واحد من أفضل العروض التي قدمت على الإطلاق".
في الوقت نفسه في أواخر أبريل كانت في بيتسبرغ، كانساس، في كلية المعلمين الحكومية حيث انضمت إلى أدائهم لـالمسيح، بعد ذلك فقدت صوتها لفترة وجيزة، قبل عدة عروض مرة أخرى في نهاية أبريل وأوائل مايو في مؤتمر جوقة كانساس بأكمله حيث تم الإعلان عنها أحيانًا كجزء من “رباعي أوراتوريو نيويورك” وأحيانًا كمنفردة. كانت لا تزال على قائمة فناني رابطة الموسيقى الوطنية في كاليفورنيا وتم تقديم لمحة عنها في أريزونا. سرعان ما كانت في مهرجان أزهار التفاح في كين، نيوهامبشير، بين المغنين في حفل موسيقي أقيم في منتصف مايو، وقدمت عرضًا في أوشن غروف، نيوجيرسي، حيث كانت في يونيو ثم مرة أخرى في أواخر يوليو، مع أداء في ماساتشوستس بينهما.
هناك فجوة في الإشارات حتى الآن في أوائل صيف عام 1929 - كان أداءها التالي المعروف في منتصف أكتوبر في زانيسفيل، أوهايو، لا تزال مدرجة مع رابطة الموسيقى الوطنية وقادمة إلى أريزونا لاحقًا في أكتوبر حيث وصفت بأنها سوبرانو غنائي كولوراتورا. افتتحت بأغنية المطهرون لبيليني، وغنت أغاني إنجليزية قديمة، وإيطالية وألمانية حديثة، وانتهت بالآريا من هامليت؛ قال ناقد: “نالت الآنسة مونتانا استحسان الجمهور الكبير بلطف أسلوبها ووضوح جودة نغمتها.” قدمت ثلاث مقطوعات إضافية و، “[في آريا هاملت] أظهرت قوة ونطاقًا لا مثيل لهما في أي من الاختيارات الأخرى." مع بدء انهيار وول ستريت 1929 في 24 أكتوبر، واصلت عروضها. في أواخر أكتوبر قدمت عرضًا للمعلمين في ألبوكيركي القريبة مضيفة آريا من أمليتو لـفرانكو فاتشيو إلى مجموعتها الأدائية. في نوفمبر ظهرت في ستونتون، فيرجينيا، ثم كانت في حملة لجمع التبرعات في سانتا كلارا، كاليفورنيا، قرب نهاية نوفمبر، وفي قاعة فان نويس الفيلهارمونية وانتهى بها الأمر بعد ذلك في لوس أنجلوس القريبة، وبعد أيام قليلة استقلت طائرة إلى أوكلاند لزيارة أختها، لكنها عادت إلى لوس أنجلوس لحضور حفل استقبال لعازف منفرد آخر بحلول نهاية نوفمبر. في أوائل ديسمبر كانت في الساحل الغربي حتى فانكوفر وهناك قدمت 13 أغنية: "Aria Qui la voce" من Puritana لبيليني، و "O No, John"، و Gods All Powerful لـهاندل، و In the Silence of Night لرخمانينوف، و Little Star لموسورجسكي، و Beautiful Art Thou لـهربرت إي هايد، و Stornellata Marinara لتشيمارا، وآريا أوفيليا من هاملت لفاتشيو، و Wings of Night لوينتر واتس، و Boyhood لجارنيت، و Daffodills لوولفارث-جريل، و The Peace Flower لبانتوك، و Midsummer لإيمي وورث. عن هذا الأداء قال ناقد: “...بصوت ذي مادة كبيرة، لامع في الجودة، مع قوة حمل جيدة والقدرة على إيصال موسيقاها بإخلاص.” لم يوافق على أن جميع الأغاني تم أداؤها بشكل جيد ولكن “أغنية هاندل تم تقديمها بقوة صوتية مقنعة وغريزة درامية." بينما قال آخر: “...تعبير جيد جدًا... أمثلة ممتازة للدقة...صوت قوي لديها تحكم ممتاز به في بعض الأحيان، كانت نغماتها العالية في الفورتي قسرية إلى حد ما وكانت النغمات المنخفضة العرضية ليست واضحة كما كان يمكن أن تكون ولكن الأرقام المذكورة أعلاه كانت بشكل عام عروضًا ممتعة تمامًا بنغمة واضحة جميلة في المقاطع الأكثر نعومة وشعرنا أنها كانت مناسبة بشكل خاص لأسلوب التفسير الدرامي بشكل أساسي للآنسة مونتانا."
كان الكساد الكبير في الولايات المتحدة يزداد عمقًا ولكن كان هناك إعلان عن عدد من العروض عبر الساحل الغربي: فينيكس وألبوكيركي، أريزونا، بولدر، كولورادو، لوس أنجلوس، كاليفورنيا، وسياتل، فانكوفر، بيلينغهام، وتشيني، واشنطن. ولكن أولاً اتجهت شرقًا مع سينسيناتي في ديسمبر، وافتتحت يناير 1930، في دانبري، كونيتيكت، لحفل موسيقي بالاشتراك، وكانت في سانت لويس بحلول منتصف فبراير سانت لويس، مع رحلة سريعة إلى كلية إيلون، كارولينا الشمالية، وحفل غداء عيد ميلاد في غرينسبورو. في أواخر فبراير كانت في ستونتون مرة أخرى. قال ناقد: "...شخصية ممتعة للغاية ... تمتلك الجمال واللطف في السلوك... جمال النغمة، نقي وعذب في الجودة... صوت ذو كثافة درامية، مع تحكم رائع في التنفس، مما يجعل العبارات المستمرة فعالة للغاية.… كان الجمهور مُصرًا لدرجة أن (المؤدين) اضطروا إلى تكرار (السلام عليك يا مريم).
أظهر تعداد الولايات المتحدة في أبريل 1930 أن "ماري مونتانا"، تحت هذا الاسم، كانت مقيمة، وعملت كمغنية، وتعيش في مانهاتن. بعد أسبوع كانت تؤدي عرضًا في سينسيناتي، وحفل استقبال اجتماعي.
كان من المقرر أن تزور بوت في منتصف يونيو ونُشرت لمحة عنها هناك تستعرض عروضها. كانت هناك أخبار أنها خططت للظهور في فيلم هوليوودي وعروض في الغرب. أثناء وجودها هناك قدمت عرضًا واستُدعيت إلى المسرح خمس مرات، مع تقديم الزهور لها في كثير من الأحيان. حضرت العديد من حفلات الغداء والعشاء. لاحقًا في يونيو قدمت عرضًا في ويلمنغتون، كاليفورنيا، تلاه سان بيدرو في أوائل يوليو، أوستن، تكساس، في سبتمبر، سكرامنتو في أكتوبر، وأوكلاهوما سيتي.

#### الإدارة والأداء في كاليفورنيا
مع تعمق الكساد الكبير، ظهرت في نوفمبر في الصحف بإدارة غريس رانكين وإل. إي. بيهيمر. قدمت عرضًا في نادي النساء في فان نويس مع ضيوف من مدن المنطقة في وادي سان فرناندو وخارجه. قوبلت مقاطع أدائها بتصفيق طويل: “... فنانة تتمتع بنعمة درامية، وصوت غني رائع، ومهارة في التفسير المثالي.” تم تقديم الزهور وأقيم حفل استقبال لها وللسيدة فريد أ. كيلوغ التي انتُخبت مؤخرًا لمنصب حكومي. كان آخر عرض معروف لها في ديسمبر في أميس، آيوا بحلول فبراير 1931 كانت الأخبار أنها تعيش في فان نويس وكانت آنذاك ذاهبة إلى الأوبرا مع ضيف. بدأت مونتانا أيضًا تُدرج كمغنية مشهورة. بعد أسبوع قدمت عرضًا في سانتا ماريا. روت قصة ظهورها في نابولي في مسرح سان كارلو لأداء ريجوليتو بدلاً من البريما دونا المريضة. “يستغرق الأمر وقتًا حتى تستعيد الفنانة الشابة توازنها ولكنها نالت تصفيقًا حارًا لأغنية جيلدا 'كارو نومي' مع وقوف الأوركسترا على أقدامهم أيضًا." وصلت من لوس أنجلوس لأداء العرض. سار العرض بشكل جيد وذهبت إلى حفل استقبال بعد ذلك.
في يونيو قدمت عرضًا في سان فرانسيسكو. ثم استضاف نادي سان فرانسيسكو الموسيقي يوم الاثنين مونتانا في حفل موسيقي في مسرح هيرست اليوناني غنت فيه "Fuyez à présent" لـفيليب غوبير.
وسط الصيف، تم حجزها لعروض من خلال خدمة فناني إن بي سي لموسم 1931-2 على الساحل الغربي وبرامج إذاعية تم نقلها إلى الشرق أيضًا. في أكتوبر عادت إلى فانكوفر قال ناقد: “...موهوبة بصوت رائع بشكل غير عادي، ومنضبط بشكل مثير للإعجاب، على الرغم من أنه في هذا الوقت لا يمكن القول إنه كان دائمًا واثقًا في النغمة.... في مسألة الموسيقية هذه المغنية موهوبة بسعادة، ولكن من المؤسف أنها استثمرت العديد من أغانيها بتلك الابتذال الفطري المعروف باسم “الانزلاق النزولي”.... علاوة على ذلك، لم تنجح دائمًا في التخلي عن شخصيتها في اختراق الجمال الكامن في موسيقاها. الأغاني… تم تقديمها بذوق فني حقيقي وتميز.… للأسف، افتقرت أغنية “Mandoline” لديبوسي إلى التدفق الإيقاعي اللازم ورقة الألوان. من ناحية أخرى، أثبتت أغنية “Ah Fuyez a Present” لغوبير أنها أكثر فعالية بكثير في الخيال.... الآريا من 'لويز'، التي اختتمت القائمة المطبوعة، كانت أكثر بروزًا لوفرتها الصوتية من بصيرتها التفسيرية.” تناول ناقد آخر من حضر الأداء أكثر بكثير من الأداء نفسه. بعد ذلك كان من المقرر أن تذهب إلى ميدفورد، أوريغون، وإلى كلية الأسماء المقدسة في أوكلاند للغناء. عادت إلى سان فرانسيسكو سيمفوني لاحقًا في نوفمبر. هذا الأداء وُصف بأنه "انتصار عظيم" من قبل ناقد جاء إلى المدينة. تم تقديم لمحة عنها مع ذكر بعض التفاصيل - أن والدتها من سان فرانسيسكو، وأن جدها كان “مستكشف ذهب عام 49” جاء إلى كاليفورنيا بحثًا عن الذهب. استمر الناقد هنا: “...حققت انتصارًا بارزًا…[من أدائها في أكتوبر] لدرجة أنها أُعيد التعاقد معها فورًا كمنفردة للحفل الشعبي … 20 نوفمبر…. (مراجعة له) يقول ألكسندر فريد، ناقد سان فرانسيسكو كرونيكل… ’جعلت … أول ظهور لها مناسبة ناجحة بشكل ملحوظ. سحر الصوت الطازج والمشاعر الغنائية التي تظهر بحرارة كانت مثيرة للإعجاب في غنائها…. مرارًا وتكرارًا استُدعيت إلى المنصة واستجابت للتصفيق أخيرًا بتكرار مرحب به لأغنية 'كارمن'…. ثناء مماثل… من ماري هيكس ديفيدسون… (و) مارجوري إم. فيشر…." في أواخر نوفمبر كانت مرة أخرى على راديو إن بي سي من سان فرانسيسكو، وكان هناك نشر علني لردها على رسالة معجب. في أعمق جزء من الكساد الكبير كانت قادمة إلى بوت وديلون مونتانا للزيارة والأداء في طريقها للعودة إلى الشرق. ومع ذلك لم تظهر في الأماكن العامة لأداء عرض حتى أواخر أكتوبر في ماديسون، نيوجيرسي، بعد عام تقريبًا، ثم مرة أخرى عندما شوهدت في جمهور أداء آخر.

#### نيويورك
بعد ما يقرب من أربعة أشهر من ذلك، قدمت عرضًا في يناير 1933 في حفل موسيقي للملحنين حيث غنت مقتطفات من عمل لازار سامينسكي الطاعون "غالياردا". وفي أبريل عادت إلى راديو إن بي سي WJZ. الآن في ظل أسوأ فترات الكساد الكبير، قدمت عروضًا أسبوعية من ديسمبر 1932 إلى يونيو 1933 في الكنيسة اللوثرية الثالوث الأقدس في نيويورك مرة أخرى جنبًا إلى جنب مع العديد من العازفين المنفردين الآخرين. زارتها صديقة في نيويورك في ديسمبر.
مع بدء انحسار الكساد الكبير ببطء في أمريكا، لموسم 1933-4 كانت أيضًا جزءًا من موسم عروض سانتا باربرا على الرغم من عدم تفصيل ظهورها المحدد. منتصف فبراير 1934، كانت على محطات راديو إن بي سي WEAF & WMAQ، وفي مارس كانت في عرض نادي في بروكلين كجزء من رباعي يغني لروبنشتاين. في منتصف أبريل كانت مرة أخرى على راديو إن بي سي. بعد بضعة أيام كانت في حفل كنيسة لجوقة بروكلين.

#### مونتانا والغرب
في مايو 1934، جاءت الأخبار بأنها قادمة للزيارة وتدريس "فصل دراسي متقدم" في بيلينغز، مونتانا. كانت في هاردين في أواخر يونيو، ثم بيلينغز في مسرح فوكس مرة أخرى مستعرضة مسيرتها الموسيقية. كان أحد العروض حملة لجمع التبرعات للمدرسة. في أواخر يونيو عادت إلى لويستاون. كانت ضيفة وقدمت عرضًا في الكنيسة التجمعية في نهاية يونيو في هاردين. تمت دعوتها لإقامة حفل موسيقي لمجموعة نزل موس في يوليو. أُعيد تأطير ظهورها على أنه جولة داخل الولاية، مع حفل موسيقي في غريت فولز منتصف يوليو. عند عودتها إلى لويستاون، ألقت محاضرة عن حياتها في إيطاليا. سرعان ما ذُكرت بعض التفاصيل أنها تعلمت على يد ماريا بروشينيم، وناديا غونتاروك، وإسبيرانزا غاريغ المذكورة سابقًا؛ وحضر حوالي 1500 شخص عرضًا وحملة لجمع التبرعات في بيلينغز. بعد بضعة أيام كانت ضيفة في نادي ليونز حيث ألقت محاضرة مرة أخرى في غريت فولز قبل أدائها. كُرمت في اجتماع نادي السيدات. ثم أقامت ذلك الحفل الموسيقي لنزل موس في بوزمان ثم مرة أخرى في بوت. نُشرت صورة لها في أوائل أغسطس. بعد أسبوع جاءت أخبار أنها افتتحت استوديو للفصول الدراسية في لويستاون مع دراسة عن فاوست. كانت الدراسة التالية ستكون عن لا بوهيم. لاحقًا في أغسطس ألقت محاضرة في نادي روتاري لويستاون. استذكر نادي النساء رعايتهم لأحد عروضها في منتصف سبتمبر. لاحقًا في ذلك الشهر غنت في جنازة في غريت فولز. في أكتوبر اُستضيفت في حفل استقبال في بوت. ثم غادرت إلى الساحل الغربي. غادرت سياتل منتصف يناير 1935 لزيارة فيلادلفيا. لاحقًا في يناير عادت إلى تشيني، واشنطن حيث قدمت عرضًا في مدرسة للتمريض. في فبراير قدمت عرضًا في سبوكين. في أواخر أبريل كانت في معرض ديني-واتروس في كارميل. وصلت أخبار ذلك إلى مونتانا. قال ناقد: “... ربما كان حفل مساء السبت الماضي لماري مونتانا هو الأفضل على الإطلاق. أقيم، لسوء الحظ، أمام أحد أصغر البيوت في الموسم. ها هي مغنية أمريكية شابة تحوم فوقها عباءة العظمة الأصيلة. إن عدم تصنيفها ضمن أفضل فناني اليوم هو نقص في الحظ أكثر من أي استعداد من جانبها. لديها المزاج، لديها العمق، وقبل كل شيء لديها صوت ذهبي جميل بجودة نغمية متنوعة غريبة. في بعض الأحيان تكون نغماتها واضحة وسلسة مثل نغمات طائر؛ مرة أخرى يوحي غناؤها بـ "أبواق أرض الجان، تنفخ بصوت خافت...."
حضرت ماريا وفاة والدتها في أواخر يونيو 1935 في أوكلاند. عادت ماريا لغناء دويتو في مهرجان باخ في كارميل. وصلت في منتصف يوليو وأقامت الحفل الموسيقي؛ قال ناقد: “حية ومتجاوبة من قمة رأسها حتى أطراف أصابع قدميها، ارتفع صوتها بشكل مثير فوق المرافقة الأوركسترالية الرنانة والمليئة بالجسم، معبرة عن حبها وتقديرها لهذه الموسيقى العظيمة." ذُكرت هذه العروض كجزء من أول مهرجان باخ من هذا القبيل. بعد بضعة أشهر قدمت عرضًا في حفل موسيقي لنادي برعاية متجر.
في مايو 1936 كانت قاضية في مسابقة مهرجان جنوب كاليفورنيا. بعد ستة أشهر قدمت عرضًا في فان نويس وقدمت عرضًا بعد أسبوعين في لوس أنجلوس كجزء من مجموعة من العروض في قاعة ترينيتي. في ديسمبر غنت في حفل موسيقي آخر في أوكلاند.
في مارس 1937 قدمت عرضًا في سان فرانسيسكو في برنامج تضمن أيضًا إيغور سترافينسكي في حفل موسيقي. في أوائل مايو قدمت عرضًا في هارتفورد، كونيتيكت.
في يناير 1938 كانت جزءًا من جمعية الأوراتوريو التي قدمت أوراتوريو “سانت بول” لمندلسون في قاعة مدرسة فلاشينغ الثانوية. بدأت البروفات في 17 يناير وسيكون الحفل في 30 أبريل في كنيسة التجمع في فلاشينغ. قدمت أيضًا عرضًا في توكسيدو بارك، نيويورك في نوفمبر.
نُشرت صورة دعائية لها في يناير 1939. منتصف يناير غنت في تاون هول مع تعليقات بأنها “امتلكت القيادة المطلوبة (للأغاني) ... كانت جودة الصوت أفضل في النطاق المتوسط العلوي." في أواخر فبراير كانت في حفل موسيقي لجمعية الأوراتوريو والمهرجان في يونكرز ونقابة الموسيقى في دوبس فيري وهاستينغز لتكون جزءًا من حفلهم الموسيقي “إيليا”.

#### مينيسوتا
الآن في الخمسين من عمرها، وقد انقضى الكساد الكبير، يظهرها تعداد الولايات المتحدة في أبريل 1940 وهي تعيش مع عمها إدوارد في مينيابوليس، مينيسوتا. كانا يعيشان في المنزل الذي يملكه في شارع كوين الجنوبي، والذي قُدرت قيمته آنذاك بـ 7000 دولار، (حوالي 130 ألف دولار في عام 2020.) كان قد ولد في نيويورك. في عام 1935 كانت تعيش في مدينة نيويورك مثل والدها. كان قاضي مقاطعة بينما كانت هي مدرجة كموسيقية وممرضة عملية خاصة، ربما له. كان لديهما خادمة ولدت في النرويج أيضًا. كان يكسب 5000 دولار سنويًا بينما تم إدراجها على أنها لم تكسب أي أموال في العام السابق. ذُكرت في الأخبار المحلية في أواخر يوليو وقدمت أيضًا عرضًا في قاعة نورثروب.
قدمت عرضًا في قداس براهمز في أداء مينيابوليس عام 1941. في فبراير من ذلك العام قدمت عرضًا في وينونا، مينيسوتا، في كلية سانت تيريزا. “اُستمتع كثيرًا بوضوح وحلاوة النغمة وحس الفكاهة المبهج في البرنامج… كان رعاية الحفل الموسيقي من قبل رابطة خريجات تيريزان… تحديد مكان صوتها الحقيقي وجودته الواضحة والفضية… مجموعة من الأغاني بالألمانية والإيطالية… النطق الممتاز الذي أضاف الكثير إلى استمتاع الجمهور…. في أبريل غنت مع جوقة سانت أولاف. في ديسمبر من ذلك العام عانت الولايات المتحدة من الهجوم على بيرل هاربر.

### الديانة البهائية

#### مينيسوتا
بعد أن استقرّت في مينيابوليس، حافظت على جدول عروض محلي نسبيًا في بعض السنوات، لكنها بدأت أيضًا بالعمل ضمن سياق مجتمعي.

##### أربعينيات القرن العشرين
في يناير 1942 قدمت عرضًا في قاعة نورثروب مع أوركسترا مينيابوليس السيمفونية، ومع آرثر روبنشتاين، ومرة أخرى مع الأوركسترا في فبراير ومارس. كانت قد انضمت إلى الدين البهائي ومن عام 1942 حتى عام 1944 كانت مونتانا عضوًا في لجنة التبليغ الإقليمية لمينيسوتا/داكوتا الشمالية/داكوتا الجنوبية تعمل تحت إشراف لجنة التبليغ الوطنية التي ترفع تقاريرها إلى المحفل الروحاني المركزي لـالبهائيين في الولايات المتحدة. كانت مهمة اللجنة الإشراف على نشر الدين في المنطقة.
في مايو 1942، احتفل بهائيو مينيابوليس بإعلان الباب في مايو. في يونيو، ساعدت عمها في حفل استقبال. في أكتوبر، ذُكر اسمها في لجنة مجتمعية مدنية للموسيقى الدولية، ومن خلالها تحدثت في نادٍ بعنوان "موسيقى عموم أمريكا". احتفلت الجالية البهائية بالأيام المقدسة الدينية لمولد الباب، تلاه مولد بهاء الله. عقدت الجالية أيضًا اجتماعًا للاستماع إلى بهائي زائر من ألاسكا.
اعتبارًا من عام 1943، عُرفت مرة أخرى في لويستاون كمعلمة غناء في كاليفورنيا وحفلاتها السابقة في منطقة لويستاون. في يونيو، عقد بهائيو مينيابوليس اجتماعًا عامًا. في سبتمبر، جاءت عضو المحفل الروحاني المركزي الأمريكي آنذاك أميليا كولينز إلى مينيابوليس والتقت بأعضاء الجالية. جاء ذلك بعد عام من ثلاثة أعمال شغب عرقية في أمريكا، وأُعلنت حملة وطنية ستُقام خلال الأشهر الثلاثة الأخيرة من العام حول موضوع "وحدة العرق" وهي شكل مركزي من التعليم البهائي لوحدة البشرية. وبالفعل، كان بهائيو مينيابوليس جزءًا من هذه الحملة عندما عقدوا، بعد بضعة أسابيع، أول اجتماع لهم في تلك الحملة. في نفس الوقت تقريبًا، هاجرت جين ماري ستابلتون لتحقيق أهداف الخطة السبعية الأولى، لتأسيس جالية بهائية في كل ولاية،:p38 من مينيابوليس إلى سو فولز، داكوتا الجنوبية، والتي نجحت. كان ذلك العام جزءًا من سلسلة اجتماعات عقدت في سو فولز. عقدت جالية مينيابوليس اجتماعًا آخر حول قضايا العرق بعد بضعة أسابيع ثم اجتماعًا عامًا أكثر في المركز في نوفمبر.
خلال عام 1944، لم تظهر مونتانا في الصحف بخلاف ذلك. حافظت الجالية البهائية التي كانت جزءًا منها على مستوى من النشاط. وبالفعل في فبراير، تحدث عمها إدوارد وآخرون حيث استضاف بهائيو المنطقة حدثهم الثالث لوحدة العرق في الحملة في مركزهم. بعد بضعة أسابيع، عُقد اجتماع عام آخر يوسع الموضوع إلى "الوحدة العالمية". جاء اجتماع مجتمعي آخر يجمع بهائيين من مينيابوليس وسانت بول معًا، وسط العداء المجتمعي العام بين المدينتين، في منتصف أبريل في مؤتمر لانتخاب مندوبين للمؤتمر الوطني. كان هذا في الواقع تطورًا جديدًا في التنظيم البهائي الأوسع. سابقًا، كان المندوبون البهائيون يمثلون مجتمع محفلهم المحدد - الآن يتم انتخابهم من جميع السكان البهائيين في الولاية. كان الاهتمام بمؤتمر ذلك العام الوطني مرتفعًا وذهب العديد من أعضاء جالية مينيابوليس حيث كانت الذكرى المئوية لتأسيس الدين. عُقد هذا المؤتمر الوطني وسط قيود وحرمان الحرب العالمية الثانية المستمرة بما في ذلك خيارات الإقامة المحدودة في منطقة شيكاغو، والتنازلات والتقنين التي أثرت على السفر. كان من المقرر حضور حوالي 900 شخص للمؤتمر من جميع أنحاء أمريكا وحضر أكثر من 1600 شخص الاجتماع النهائي في ما كان يسمى آنذاك فندق ستيفنز بما في ذلك الحاضرون من أمريكا الوسطى والجنوبية. كان المندوبون والضيوف سيحصلون على برنامج مطبوع محدد. تم بالفعل إنتاج نص كامل يلخص القرن البهائي الأول. كان برنامج إذاعي جزءًا من الاحتفالات وتم عمل نسخة مطبوعة من البرنامج. أعضاء المحفل المركزي لذلك العام المنتخبين شملوا هوراس هولي، ولويس غريغوري، ودوروثي بيتشر بيكر، وأميليا كولينز وجميعهم عُينوا لاحقًا كيد لأمر الله، وهو أعلى منصب مُعين متاح في الدين.
في يونيو، بدأت سلسلة من المتحدثين البهائيين في القدوم إلى المركز في مينيابوليس. كانت الأولى أورسيلا ريكسفورد. أُدرجت ريكسفورد كواحدة من النساء القلائل اللائي "بمفردهن" أسسن جاليات بهائية جديدة من خلال إلقاء سلسلة ممتدة من المحاضرات العامة حول الموضوعات الشائعة آنذاك ثم دعوة الناس لحضور سلسلة من الفصول الدراسية حول الدين. في الواقع كانت أول من فعل ذلك. سرعان ما تبعتها الطيارة الصينية وناشطة السلام هيلدا ين في يوليو، ومتحدثان آخران في سبتمبر، والتي تلتها احتفالات مجتمعية.
في فبراير 1945، استضاف البهائيون اجتماعًا حول "خط اللون" مع حلقة نقاش ضمت متحدثين يهودًا ومسيحيين وبهائيين. في مارس، انتخب المندوبون البهائيون ممثليهم في مينيسوتا لنهاية الحرب العالمية الثانية للمؤتمر الوطني لانتخاب المحفل الوطني. كانوا مونتانا وماري تيتو. للأسف في ذلك العام لم يُعقد مؤتمر وطني وبدلاً من ذلك صوت الأعضاء بالبريد وتم انتخاب نفس الأفراد. في أبريل، استضاف البهائيون عودة متحدثة إلى مينيابوليس من جهودها في أمريكا اللاتينية. انتهت الحرب العالمية الثانية في أوروبا ولكن استمرت في آسيا حتى سبتمبر. بين تلك الأحداث في يونيو، جاء بهائي آخر كان قد ذهب إلى كولورادو، ثم استضافت الجالية زائرًا من داكوتا الشمالية في أكتوبر، وتم الإشارة إلى مونتانا والسيدة كينيث كلاين في الصحف وهما ذاهبتان إلى مؤتمر بهائي إقليمي سيعقد في سو فولز. متحدث آخر هذه المرة من رابطة الحضر المحلية في نوفمبر.
في أواخر فترة خدمة المحفل الروحاني المركزي 1945-6 تقاعد عضو لأسباب صحية - روي فيلهلم - مما أدى إلى انتخابات تكميلية شاركت فيها مونتانا. كانت هذه هي المرة الأولى التي يحدث فيها هذا. أسفرت الانتخابات عن إضافة هيلين إليزه أوستين إلى العضوية.
في فبراير 1946، تم انتخاب مونتانا مرة أخرى كأحد المندوبين إلى المؤتمر البهائي الوطني. في مارس ذهبت إلى نيويورك لحضور اجتماع النيروز البهائي لإحياء ذكرى العام الجديد، الذي عقد في 21 مارس، وربما حضرت مؤتمرًا حول الموسيقى أثناء وجودها هناك أيضًا، ثم ذهبت لحضور المؤتمر الوطني في أبريل الذي عُقد بالفعل. أعلن هذا المؤتمر عن بداية خطة جديدة، الخطة السبعية الثانية، من قبل شوقي أفندي، رئيس الدين آنذاك، بأربعة أهداف: نشر الوعي الأوسع بالدين في أمريكا اللاتينية، استكمال الزخرفة الداخلية لبيت العبادة، رفع مستوى بعض الجاليات المختلفة إلى مستوى المنظمات الوطنية - لكندا لتشكيل منظمتها الخاصة، إلى جانب منظمات إقليمية لأمريكا الوسطى والجنوبية، وإطلاق حملة للبهائيين للوصول إلى أوروبا في فترة ما بعد الحرب.:p39 لاحقًا قامت برحلاتها الخاصة إلى أوروبا. أعضاء المحفل الوطني المنتخبون في ذلك العام كانوا، حسب ترتيب عدد الأصوات التي حصلوا عليها، إلسي أوستن، فيليب سبراغ، هوراس هولي، دوروثي بيكر، أميليا كولينز، جورج لاتيمر، إدنا ترو، بول هاني، وويليام كينيث كريستيان. تم تلقي رسائل من ألمانيا، حيث كان البهائيون محتجزين في معسكرات الاعتقال، وكان يتم تنظيم حزم إغاثة لإرسالها إلى أوروبا والفلبين، وبدأ المهاجرون البهائيون، الذين كان من المتوقع أن يعيلوا أنفسهم، في التطوع. انظر الدين البهائي في أوروبا.
في أكتوبر قدمت مونتانا أغنية في اجتماع بهائي في مينيابوليس. على الرغم من أن طبيعة الاجتماع لم يتم الإبلاغ عنها في ستار تريبيون، إلا أنها غنت “ما أجمل على الجبال” لـف. فلاكسينغتون هاركر كجزء من سلسلة من الاجتماعات بين الأعراق.
في يناير 1947، كان للبهائيين برنامج قصير على الراديو المحلي، وبدأوا في السعي للحصول على اعتراف قانوني لإجراء زيجات معترف بها قانونًا. جاء بهائي من ماديسون، ويسكونسن، إلى المدينة للتحدث في المركز في فبراير، ومرت شقيقتان في طريقهما للانتقال إلى سويسرا. في أكتوبر جاء متحدث آخر وسط اجتماع إقليمي للبهائيين، وآخر في نوفمبر بما في ذلك حديث آخر أمام كنيسة محلية.
حضر بهائي من مينيابوليس مدرسة لوهلين البهائية في يناير 1948، بينما ذهبت مونتانا نفسها في يوليو لإلقاء محاضرة في مؤسسة أخرى - مدرسة غرين آكر البهائية - وقدمت عروضًا شملت أغاني من دول ولغات وخلفيات دينية متعددة وتم الإعلان عنها كسوبرانو غنائي. عند عودتها في أغسطس ذهبت مع عمها لقضاء إجازة صيفية في كندا. في غضون ذلك، تحدثت روث موفيت، وهي إحدى النساء الأخريات اللاتي حققن نجاحًا في تأسيس جاليات بهائية، في مينيابوليس. أعلنت الجالية عن الاحتفال بمولد بهاء الله، تلاه حديث لبهائي زائر عُقد في فندق نيكوليت.
في عام 1949، عقد البهائيون مؤتمرهم الولائي في فبراير، بالإضافة إلى احتفال محلي بـيوم الشباب العالمي. ثم أعلنوا عن احتفالهم بالعام الجديد مع أحاديث من قادة محليين مختلفين، وألقى متحدث شاب من الهند يدرس في كلية دونوودي للتكنولوجيا حديثًا في منتصف يوليو. لاحقًا في يوليو، قامت مونتانا، برفقة هيلين فرينك، بجولة إلى الجاليات البهائية في الساحل الغربي. أشار دليل ولاية عام 1949 إلى مونتانا كمغنية بارزة. كان هناك احتفال نوفمبر لبهاء الله، واجتماع آخر للمتحدثين البهائيين بما في ذلك واحد عاد من أوروبا.

##### معظم الخمسينيات
في عام 1950 عقد البهائيون مؤتمرهم الولائي في يناير، وكان هناك عرض لشرائح ملونة عن إسرائيل في فبراير، وبهائي زائر في مارس. في يوليو احتفلت الجالية المحلية باليوم المقدس لشهادة الباب ومولد بهاء الله الذي تم الاحتفال به آنذاك في نوفمبر، تلاه هوراس هولي الذي جاء وتحدث عن تقدم بيت العبادة في ويلميت في نوفمبر.
في مارس 1951 احتفل البهائيون في مينيابوليس بعامهم الجديد، وكانت مونتانا أحد المتحدثين في احتفال الجالية البهائية في مايو باليوم المقدس البهائي لـإعلان الباب. في حوالي عام 1951 تركت الدبلوماسية البولندية السابقة أولا باولوفسكي منصبها في وينيبيغ والتقت بمونتانا: “ودعت الجالية البولندية [في وينيبيغ] والبهائيين واستقلت الحافلة إلى مينيابوليس. كنت ضيفة ماريا مونتانا، سيدة كريمة جدًا كانت في وقت من الأوقات مغنية أوبرا ولكنها في ذلك الوقت كانت ترعى منزل والدها المسن وكانت عضوًا نشطًا جدًا في الجالية البهائية. في منزلها التقيت بسيدة جسدت تنوع الخلفيات الموجودة بين البهائيين. وصلت هذه السيدة في سيارة كاديلاك طويلة بلون أزرق فاتح، ملفوفة بفراء الثعلب الفضي، مزينة بالماس وتدور مع الزهور والدانتيل والريش. ولكن في ذلك المساء ألقت حديثًا ممتازًا عن الدين البهائي. في اليوم التالي أوصلتني إلى شيكاغو.”
في أوائل أكتوبر عقدت الجالية البهائية حديثًا، تلاه لاحقًا في أكتوبر عندما أدارت مونتانا الاجتماع العام للجالية البهائية في مينيابوليس للاحتفال بأسبوع الأمم المتحدة في المركز. في ديسمبر عقد البهائيون مؤتمرهم الولائي.
في يناير 1952 احتفل البهائيون بـيوم الأديان العالمي، وفي مارس ألقت مونتانا حديثًا في احتفال الجالية البهائية بـالنيروز في المركز. في يوليو احتفلت الجالية بشهادة الباب، وانضمت إلى الاحتفال بإطلاق عام مقدس في أكتوبر لإحياء ذكرى مئوية تجربة بهاء الله في سياه تشال التي بدأت الدين البهائي،:p39 والاحتفال بمولد بهاء الله في نوفمبر.
في يناير 1953 عقد البهائيون يوم الأديان العالمي، وفي فبراير كانت مونتانا ضيفة في أوكلاند، كاليفورنيا، تبحث في تقديم حفل موسيقي متعلق بالبهائيين. في ذلك العام تم الانتهاء من بيت العبادة، وعقدت الجالية احتفالها بإعلان الباب والشهادة، مع عقد مؤتمر كبير في ذلك العام وإطلاق خطة، حملة العشر سنوات، لنشر الدين في جميع أنحاء العالم.:pp33-39 في أكتوبر جاءت فلورنس مايبري لإلقاء محاضرة، تلاها بهائي مسافر آخر في نوفمبر.
في يناير 1954 عقد البهائيون يوم الأديان العالمي مرة أخرى، وفي فبراير كانت مونتانا أحد المتحدثين في احتفال الجالية البهائية في مينيابوليس بـأسبوع الأخوة الوطني. احتفل البهائيون بالنيروز في مارس، وإعلان الباب في مايو، والشهادة مع عرض شرائح للمواقع البهائية قيد التطوير في حيفا. في سبتمبر تم الإشارة إلى فترة دخول الدين إلى أمريكا بحدث في المركز. في أكتوبر عادت فلورنس مايبري لإلقاء محاضرة في المركز. ثم في نوفمبر تحدثت مونتانا في احتفال الجالية بمولد بهاء الله في المركز. في ديسمبر جاءت أخبار بأن طالبة من مونتانا كانت تغني في وينونا، كاليفورنيا.
تحدث بهائي للاحتفال بيوم الدين العالمي في يناير، وآخر لأسبوع الأخوة في فبراير. في مارس جاء الاحتفال بالعام الجديد، تلاه آخر ألقى حديثًا استنادًا إلى نص مطالع الأنوار للاحتفال بإعلان الباب. جاء ذكر خاص في نفس اليوم لهدم المركز البهائي في طهران، إيران، وهو مثال على اضطهاد البهائيين. كتب بهائي رسالة إلى المحرر بعد ذلك يتحدث فيها عن حقائق الوضع. ثم أقيم احتفال الشهادة في يوليو، في أواخر يوليو تحدث زوجان في المركز عن رحلتهما الأخيرة إلى تركيا. تلا ذلك الاحتفال بمولد بهاء الله في نوفمبر، في ديسمبر تحدث نفس الزوجين مرة أخرى قبل أسبوع من المؤتمر الولائي.
في يناير 1956 احتفل البهائيون بيوم الدين العالمي، وفي فبراير مثلت مونتانا البهائيين في حلقة نقاش للمتحدثين استضافتها الرابطة الحضرية المحلية في اجتماع متعدد الأعراق والأديان. تم الاحتفال بالنيروز في مارس، رددت وكالة أسوشيتد برس تعليقًا يفيد بوجود أكثر من 900 محفل روحاني وفقًا للإحصاءات المحدثة. جاء بهائي مرة أخرى من أمريكا اللاتينية وألقى حديثًا عن تجاربه. بعد بضعة أيام تحدث بهائي آخر في الذكرى السنوية لوصول الدين إلى أمريكا. في أكتوبر أضاف البهائيون الاحتفال بذكرى تأسيس الأمم المتحدة في المركز، والاحتفال بمولد بهاء الله في نوفمبر. كان ثلاثة مندوبين سيذهبون إلى المؤتمر الوطني في العام التالي. اختتم العام بعرض لنادي من YMCA في نورثسايد أقيم في المركز.
في يناير 1957 تم الاحتفال بيوم الدين العالمي وكانوا جزءًا من حملة احتفال مجتمعية واسعة لأسبوع الأخوة. تم الاحتفال بالنيروز، وإعلان الباب. ثم جاءت لمحة عن الجالية البهائية في الصحف في أواخر مايو. تضمنت اللمحة اقتباسات، وبعض تعاليم الدين ومعالجة المفاهيم الخاطئة المتصورة، والشعور بالاجتماعات المنتظمة مرة واحدة شهريًا تقريبًا، وتاريخ الدين بإيجاز، والوضع الحالي للجالية البهائية في مينيابوليس المكونة من 32 بالغًا من مينيابوليس فقط.
تم الاحتفال بشهادة الباب في يوليو، غنت مونتانا في مؤتمر بهائي إقليمي استضافته في أواخر سبتمبر. تم عرض شرائح ملونة للأراضي المقدسة ومقام الباب في فندق نيكوليت في أوائل أكتوبر، ويوم الأمم المتحدة في أواخر أكتوبر. جاءت أخبار في أوائل نوفمبر عن الوفاة غير المتوقعة لشوقي أفندي. اختتم العام بانتخاب المندوبين.

##### أواخر الخمسينيات
في يناير 1958 عقد البهائيون يوم الدين العالمي، توفي شقيق مونتانا إدوارد في سياتل في فبراير، وانضمت الجالية إلى اجتماع للرابطة الحضرية حول العرق بعد أسبوعين. أقيم حدث النيروز الذي كان أيضًا ذكرى لوفاة شوقي أفندي. تلا ذلك مباشرة احتفال البهائيين بيوم الشباب العالمي في المركز أيضًا. في أواخر مارس، أصيب عم مونتانا بسكتة دماغية في النادي الرياضي ولم يتعاف - توفي في أواخر أبريل. عند مراجعة أوراقه وجدت رسالة شبه مكتملة اعتقدت أنها تستحق الإرسال. تم تقديم حديث في منتصف أبريل في المركز البهائي، وعاد البهائيون من مؤتمر دولي في أوائل مايو. في يوليو احتفل البهائيون بشهادة الباب، ووصلت أخبار وفاة أحد البهائيين الذين ذهبوا إلى سويسرا.
في أعقاب خسائرها العائلية، غادرت في جولة إلى فرنسا وإيطاليا وسويسرا على متن السفينة ستاتيندام في رحلة منتصف سبتمبر للترويج للدين. أقامت حفل وداع في مركز مينيابوليس البهائي. بعد عام عادت وظهرت وهي تلقي حديثًا مرة أخرى في احتفال الجالية البهائية في مينيابوليس لأسبوع الأمم المتحدة. أثناء غيابها قضت وقتًا في إيطاليا، ووصفتها الصحيفة بأنها مهاجرة بهائية، وكانت تخطط للعودة والذهاب إلى نابولي. كانت أيضًا تسوي تركة عمها في مينيابوليس. بعد حوالي 6 أشهر ألقت حديثًا في اجتماع بهائي يسمى يوم مودة العرق استضافته كنيسة. بعد 8 أشهر أخرى عادت إلى مينيابوليس وألقت حديثًا في احتفال الجالية بيوم الدين العالمي في المركز بعنوان “الوحدة الأساسية للدين".

#### الهجرة إلى إيطاليا
من المعروف أن مونتانا كانت في فترة أخرى في إيطاليا في فلورنسا عام 1962 كمهاجرة. كما دعمت الجالية البهائية الصغيرة في باري بين عامي 1963 - 1966. توجد صورة لها هناك عام 1964؛ نمت الجالية من عضوين إلى 20 عضوًا وانتخبت أول محفل محلي لها عام 1967. أثناء وجودها في أوروبا في تلك الفترة غنت أيضًا في برنامج تكريس بيت العبادة البهائي في ألمانيا عام 1964.

#### كاليفورنيا
في مارس 1966 عادت مونتانا وألقت حديثًا بهائيًا في سان دييغو بعنوان “اليوم الجديد”. في يونيو ألقت حديثًا بهائيًا آخر مع شرائح في إسكونديدو. في يناير 1967 كانت قاضية في تجارب أداء أوبرا سان دييغو متروبوليتان التي نظمتها نقابة أوبرا سان دييغو والتي عقدت في مدرسة هوراس مان جونيور الثانوية في 15 يناير. تقدم الفائزون إلى نصف نهائي إقليمي في جامعة جنوب كاليفورنيا في أوائل فبراير ثم إلى نصف النهائي في نيويورك في أبريل وحصل الفائزون هناك على منح دراسية وتدريس فردي لأداء في أوبرا المتروبوليتان في نوفمبر. في يونيو ألقت حديثًا عن ظهورها الأول وتجارب حفلاتها الموسيقية لزملاء سانتا في في نقابة أوبرا سان دييغو، وكانت قاضية في مسابقة عام 1967 لأوبرا المتروبوليتان في سان دييغو. احتفل بهائيو سان دييغو بالذكرى المئوية لإعلان بهاء الله في أكتوبر 1967 لرسالته إلى حكام العالم - غنت ماريا في الحدث الذي أقيم في نادي نساء سان دييغو.
في يناير 1968 كانت مونتانا ضيفة على العشاء بعد معاينة غير رسمية لتجارب أداء أوبرا المتروبوليتان للمنطقة الغربية. كانت التجارب الرسمية ستعقد في فبراير. تحدثت ماريا والسيدة سوندرسون إلى المغنين الشباب. أقيم حفل استقبال آخر في فبراير. كانت مديرة مؤسسة الاستحقاق الموسيقي في سان دييغو، لنقابة الأوبرا.

### الوفاة
توفيت مونتانا متأثرة بجراحها في حادث سيارة في 16 مارس 1971، في لا جولا، كاليفورنيا عن عمر يناهز 71 عامًا بعد أن عاشت هناك أقل من عام. توفيت في مستشفى سكريبس ميموريال حوالي الساعة 3 مساءً متأثرة بإصابات في الرأس وإصابات داخلية. أفادت التقارير أنها كانت تقود سيارة ستيشن واجن ولم تفسح المجال عند الاندماج من طريق ميسا إلى شارع لا جولا للمرور المتجه شمالًا. دُفنت في منتزه إل كامينو التذكاري.

## بعد وفاتها
أُسست جائزة ماريا مونتانا في مهرجان ألباكركي، نيو مكسيكو، لفن الغناء الفني في أواخر عقد 2000، والذي بدأ هو نفسه في عام 2008 وقدم أولى حفلاته الموسيقية في عام 2009 للمغنين وعازفي البيانو الطلاب في نيو مكسيكو. بعض الفائزين المعروفين كانوا:
- 2013 - إجرسون ب.[487][488]
- 2015 - روبرتو غارزا[489]
- 2017 - جيليان تيبيتس[490]